# القدوم إلى أميركا (فلم 2021)
القدوم إلى أميركا (بالإنجليزية: Coming 2 America) فيلم كوميدي أمريكي لعام 2021، وهو تكملة لفيلم «القدوم إلى أميركا Coming to America 1988». يقوم بالبطولة إيدي ميرفي، والفيلم من إخراج كريج بروير، ومن سيناريو لكينيا باريس، وباري دبليو بلوستين، وديفيد شيفيلد، عن قصة من تأليف بلوستين، وشيفيلد، وجوستين كانيو.
أصدرت أمازون الفيلم رقميًا على «برايم فيديو» في 4 مارس 2021.

## طاقم التمثيل
إيدي ميرفي: في دور الأمير/ الملك أكيم جوفر
أرسينيو هول: في دور سيمي (صديق أكيم)
جيمس ايرل جونز: في دور الملك جافي جوفر (والد أكيم وملك زاموندا)
شاري هيدلي: في دور الملكة ليزا جوفر (زوجة أكيم)
جيرمين فاولر: في دور لافيل جونسون (ابن أكيم وماري)
ليزلي جونز: في دور ماري جونسون (والدة لافيل)
جون أموس: في دور كليو مكدويل
ويسلي سنايبس: في دور إيزي (جنرال والأخ الأكبر)
فانيسا بيل كالواي: في دور إيماني إيزي (الأخت الصغرى للجنرال إيزي)
كيكي لين: في دور ميكا جوفر (الأميرة)
لوينيل: في دور ليفيا
جارسيل بوفيه: في دور جريس
تيانا تايلور: في دور بوبوتو إيزي
تريسي مورغان: في دور ريم جونسون (العم)
لويس أندرسون: في دور موريس
ريك روس: في دور جندي
نومزامو مباثا: في دور ميرمبي
روتيمي: في دور إيدي إيزي
مايكل بلاكسون: في دور ملازم
مورجان فريمان: في دور مورجان فريمان

## ملخص أحداث الفيلم
يعتبر هذا الفيلم تكملة لفيلم يحمل نفس العنوان صدر عام 1988.
يعيش الأمير أكيم (إيدي ميرفي) مع ببناته الثلاث، وساعده الأيمن سيمي (أرسينيو هول) الذي لا يزال مطيعًا للأمير كما كان دائمًا. تصل رسالة من الملك (جيمس إيرل جونز)، الذي يرقد على فراش الموت، ويخبر أكيم أنهم تعرفوا على وريث ذكر، أُنجبه الملك أثناء زيارته لأمريكا قبل عقود، هو آخر أمل لزاموندا في السلام مع الطاغية العسكري الجنرال عزي (ويسلي سنايبس)، ووفقًا للقانون لا يمكن لأحد سوى الرجل أن يحكم البلاد. يسافر أكيم إلى أمريكا في أعقاب وفاة الملك لإقناع ابنه بقبول حقه المولد، والهجرة إلى زاموندا، والتوصل إلى اتفاق مع عزي بالزواج من ابنته (تيانا تايلور).

## استقبال الفيلم
كتبت كاسي دا كوستا من فانيتي فير: «أنه مذهل في عدم كفاءته المطلقة، ويستخدم خطاب عصر الإنترنت نصف المخبوز كبديل للتعليق الثقافي الهادف أو الترفيهي». كتب الناقد بيتر برادشو في صحيفة الغارديان: «الفيلم يظهر عليه التعب، وفي منتصف العمر مثل أكيم نفسه». كتب بيتر ديبراجي من مجلة فارايتي: «الفيلم يتراجع عن خطوط النكات المألوفة، ويقدم أجزاء مكررة للقطع المسلية من الفيلم الأصلي، لكنها لا تلعب بالضرورة نفس الشيء في هذا السياق». أعطت ميلاني مكفارلاند من صالون الفيلم مراجعة إيجابية، وكتبت: «الفيلم يكرم سلفه، ويتغلب على بعض تأريخ الفيلم الأصلي، من خلال استخدام كوميديا أكثر إنصافًا تشوش التقاليد الأبوية التي عفا عليها الزمن». كتب ميك لاسال من سان فرانسيسكو كرونكل: «عندما يجلب (مورفي) قدراته الدرامية إلى الأدوار الكوميدية... إنه حقًا في أفضل حالاته وأكثرها إبداعًا... من الغريب أن هذه الأفلام تخلق شعورًا دافئًا من الصعب تحديد لماذا أو كيف... يبدو وكأنه تلخيص لثلاثة عقود من السخافة، والبراعة التي جلبها مورفي إلى الشاشة».
منح موقع الطماطم الفاسدة الفيلم تقييم مقداره 50% بناء على آراء 213 ناقد فني، وكتب إجماع نقاد الموقع: «بعد عقود من مزاح سلفه حول الخط الرفيع بين الحب والغثيان، يُذكّر هذا الفيلم الجماهير بأن هناك خطًا دقيقًا بنفس القدر بين التكملة والمعاد نشره».
منح موقع ميتاكريتيك الفيلم تقييم مقداره 52% بناء على آراء 47 ناقد سينمائي.

## وصلات خارجية
https://www.rogerebert.com/reviews/coming-2-america-movie-review-2021 القدوم إلى أميركا (فيلم 2021)
https://www.imdb.com/title/tt6802400/ القدوم إلى أميركا (فيلم 2021)
https://www.rottentomatoes.com/m/coming_2_america القدوم إلى أميركا (فيلم 2021)